# Schilderina achatidea
Schilderina achatidea – gatunek porcelanki. Osiąga od 22 do 50 mm, standardowo około 30–35 mm. Porcelanka agatowa występuje na średnio-dużym obszarze i nie należy do bardzo pospolitych.

## Występowanie
Schilderina achatidea zamieszkuje wody od zachodniej części Morza Śródziemnego aż po północną i zachodnią Afrykę.